# Cantón de Pélussin
El cantón de Pélussin era una división administrativa francesa, que estaba situada en el departamento de Loira y la región de Ródano-Alpes.

## Composición
El cantón estaba formado por catorce comunas:
- Bessey
- Chavanay
- Chuyer
- La Chapelle-Villars
- Lupé
- Maclas
- Malleval
- Pélussin
- Roisey
- Saint-Appolinard
- Saint-Michel-sur-Rhône
- Saint-Pierre-de-Bœuf
- Véranne
- Vérin

## Supresión del cantón de Pélussin
En aplicación del Decreto n.º 2014-260 de 26 de febrero de 2014, el cantón de Pélussin fue suprimido el 22 de marzo de 2015 y sus 14 comunas pasaron a formar parte del nuevo cantón de Le Pilat.